# Ixora malabarica
Ixora malabarica är en måreväxtart som först beskrevs av August Wilhelm Dennstedt, och fick sitt nu gällande namn av David John Mabberley. Ixora malabarica ingår i släktet Ixora och familjen måreväxter. Inga underarter finns listade i Catalogue of Life.